# Rupert Everett
Rupert James Hector Everett (Norwich, 29 maggio 1959) è un attore britannico.

## Biografia

### Infanzia

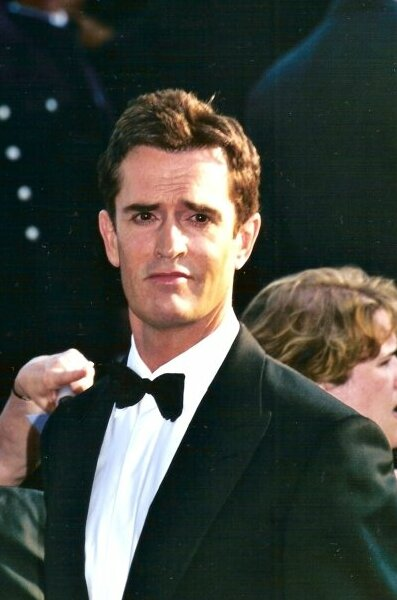
Rupert Everett al Festival di Cannes 2004

Nasce in Inghilterra dal Maggiore dell'Esercito Britannico e uomo d'affari Anthony Michael Everett (1921–2009) e da Sara MacLean (1934), figlia del Vice Ammiraglio Sir Hector Charles Donald MacLean (1908-2003) e pronipote del soldato scozzese Hector Lachlan Stewart MacLean (1870-1897), insignito della Victoria Cross. La nonna materna, Opre Vyvyan, era una discendente dei Baroni Vyvyan di Trelowarren e del Freiherr (Barone) von Schmiedern. I suoi genitori, di origine scozzese, inglese, irlandese e alla lontana tedesca e olandese e di fede cattolica, prima lo iscrissero al Farleigh School nello Hampshire e poi lo inviarono all'austero college benedettino Ampleforth, perché vi facesse i suoi studi.
All'età di quindici anni lascia la scuola e la sua regione natìa per andare a studiare alla Central School of Speech and Drama di Londra, dalla quale però verrà espulso dopo due anni per liti con il corpo docenti; per un certo periodo di tempo, pur provenendo da una famiglia altolocata, vive in ristrettezze economiche e per potersi mantenere si prostituisce. Dopo aver studiato due anni alla Royal Shakespeare Company, entra nella "Citizen company of Glasgow" dove inizia la sua carriera da attore.

### Il successo

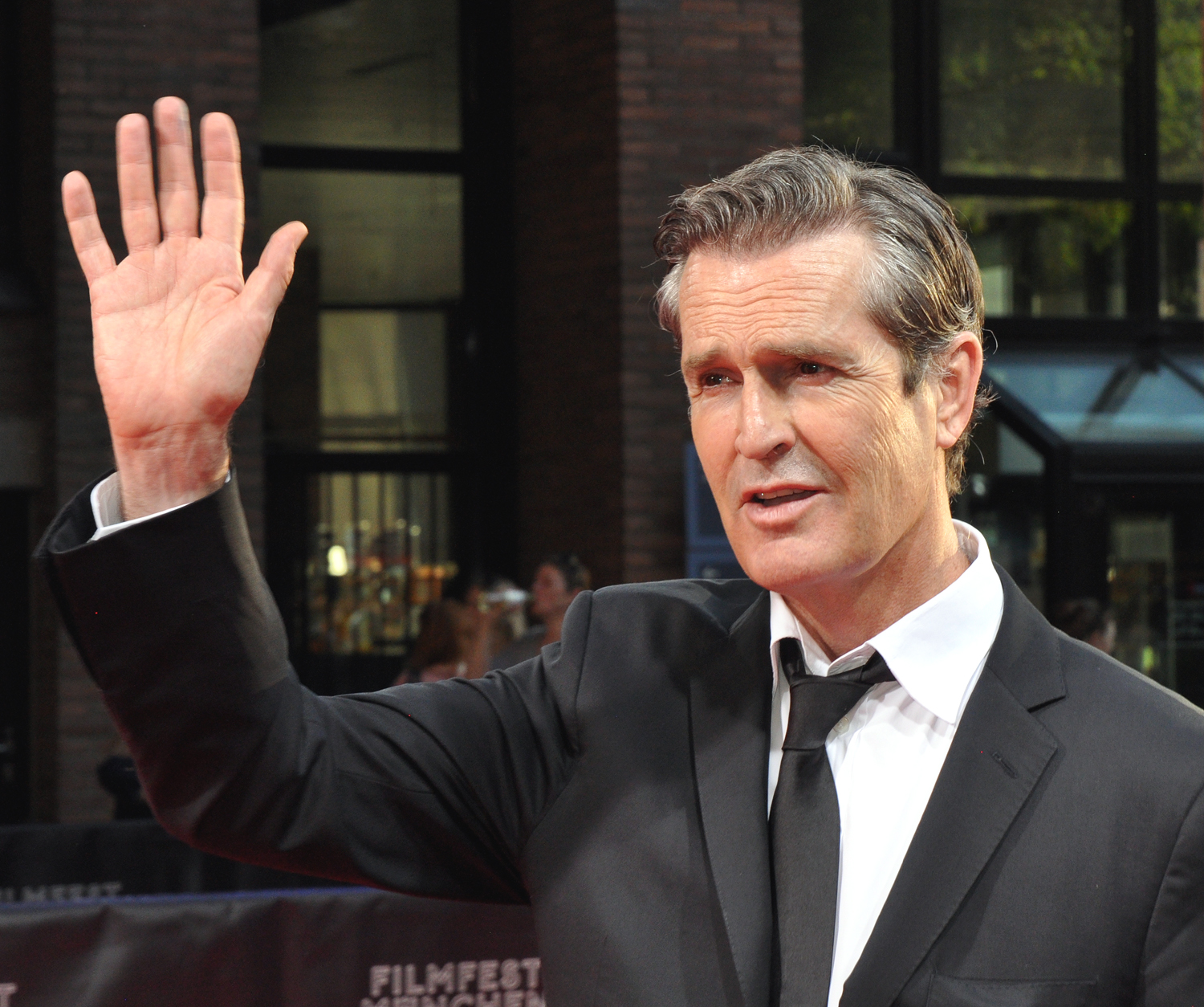
Rupert Everett al Monte-Carlo Film Festival de la Comédie 2015

Nel 1984 raggiunge il successo, interpretando un agente doppiogiochista nel film Another Country - La scelta, suscitando un grande interesse nei produttori. Nel 1985 recita nel film Ballando con uno sconosciuto di Mike Newell, e nel 1987 accanto a Ornella Muti in un adattamento di un romanzo di Gabriel García Márquez, Cronaca di una morte annunciata di Francesco Rosi. Poi, nel 1989, lo si ritrova nel primo lungometraggio di Pierre-Henri Salfati, Tolérance, cui segue l'anno successivo un ruolo accanto a Christopher Walken in Cortesie per gli ospiti. In seguito, Prêt-à-Porter (1994) di Robert Altman gli permette di lavorare accanto a Sophia Loren, Marcello Mastroianni e Lauren Bacall. Nel 1994 Nicholas Hytner lo ingaggia per recitare nel suo film, La pazzia di Re Giorgio.
Diventa un'icona maschile nel 1995, scelto per la pubblicità del profumo Opium di Yves Saint Laurent.
L'anno successivo è protagonista in Il matrimonio del mio migliore amico (1996), dove recita al fianco di Julia Roberts e Cameron Diaz, sotto la regia dell'australiano P.J. Hogan: è questo film a consacrarlo maggiormente nell'immaginario collettivo. Nel 1999 gira tre film, Un marito ideale di Oliver Parker (adattamento di un'opera di Oscar Wilde), Sogno di una notte di mezza estate di Michael Hoffman, con Michelle Pfeiffer (adattato dall'opera di Shakespeare) e Inspector Gadget di David Kellogg.
Nel 2000 è accanto alla sua grande amica Madonna nel film Sai che c'è di nuovo?, nel 2001 in South Kensington, insieme a Max Pisu e Enrico Brignano, nel 2002 è il protagonista insieme a Colin Firth in L'importanza di chiamarsi Ernest e nel 2003 è accanto a Catherine Deneuve nella miniserie televisiva Les liaisons dangereuses. 
Nel 2007 pubblica l'autobiografia Red carpets and other banana skins edita in Italia da Sperling & Kupfer con il titolo Bucce di banana. Nel 2012 torna sulle scene londinesi con il dramma The Judas Kiss, in cui interpreta Oscar Wilde; il revival ottiene grandi apprezzamenti della critica britannica ed Everett viene candidato al Laurence Olivier Award al miglior attore, per poi tornare a recitare nella pièce a New York nel 2016. Nel 2018 interpreta nuovamente Oscar Wilde nel film The Happy Prince - L'ultimo ritratto di Oscar Wilde, che Everett ha anche scritto e diretto.
Nell'estate 2019 torna a teatro per dirigere e interpretare Zio Vania al Theatre Royal di Bath. Nella primavera successiva debutta a Broadway nel classico del teatro americano Chi ha paura di Virginia Woolf?, per la regia di Joe Mantello e con un cast che comprende Laurie Metcalf, Patsy Ferran e Russell Tovey.
È noto in Italia per essere la figura di riferimento usata da Tiziano Sclavi e Claudio Villa per le fattezze del personaggio di Dylan Dog. Everett è anche protagonista del film Dellamorte Dellamore (1994) di Michele Soavi, tratto dall'omonimo romanzo dello stesso Sclavi.

## Vita privata
Everett è apertamente omosessuale, pur avendo avuto relazioni con Susan Sarandon, Uma Thurman, Béatrice Dalle e Paula Yates. Tra il 2006 e il 2010 ha vissuto a New York, per poi tornare nel Regno Unito, a causa delle cattive condizioni di salute di suo padre. Nel 2011 ha comprato una casa nel distretto di Belgravia a West London. Ha una discreta padronanza della lingua italiana.

## Filmografia

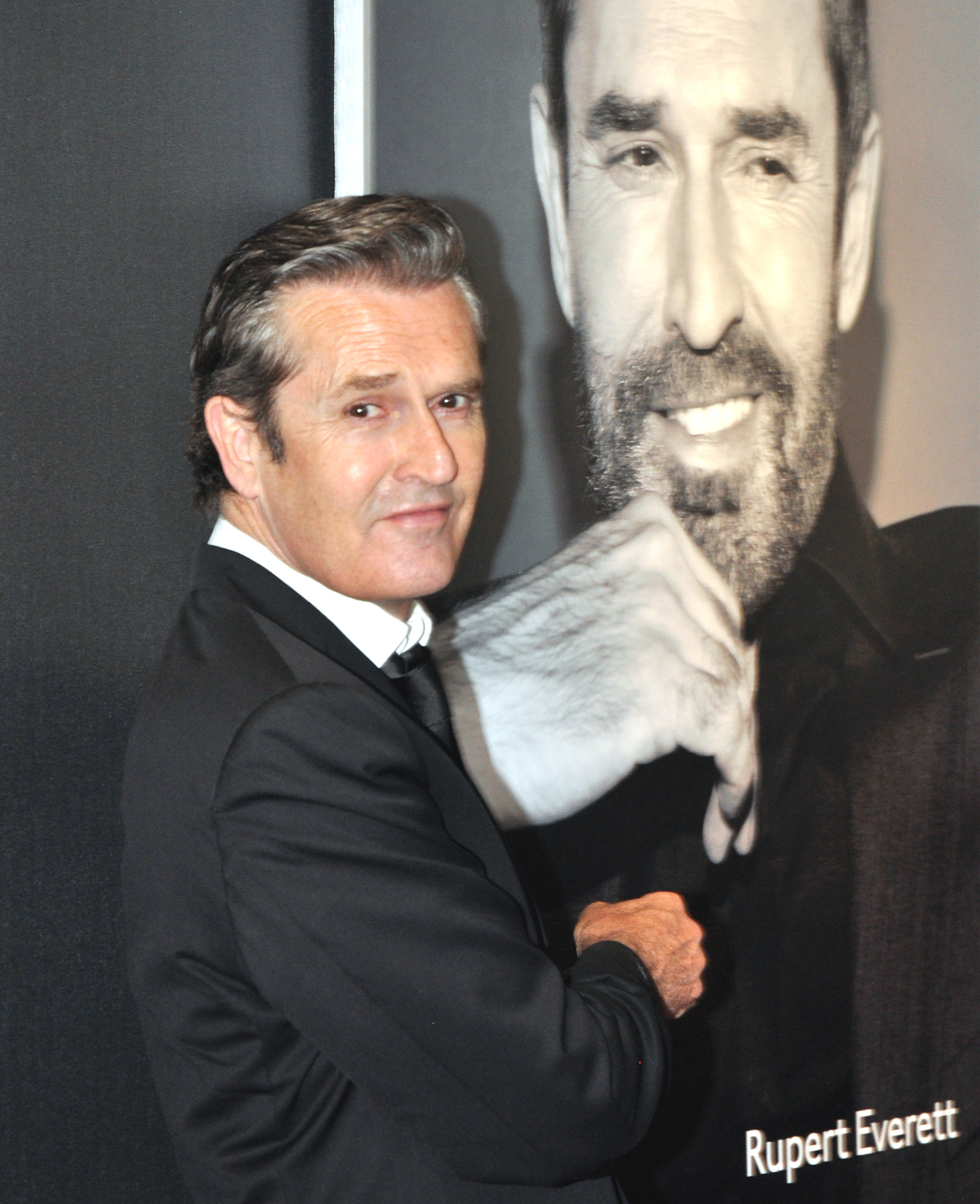
Rupert Everett al Filmfest München 2015

### Attore

#### Cinema
- Il bugiardo innamorato (Real Life), regia di Francis Megahy (1984)
- Another Country - La scelta (Another Country), regia di Marek Kanievska (1984)
- Ballando con uno sconosciuto (Dance with a Stranger), regia di Mike Newell (1985)
- Duet for One, regia di Andrej Končalovskij (1986)
- Cronaca di una morte annunciata, regia di Francesco Rosi (1987)
- Gli occhiali d'oro, regia di Giuliano Montaldo (1987)
- Specchi del desiderio (The Right Hand Man), regia di Di Drew (1987)
- Hearts of Fire, regia di Richard Marquand (1987)
- Tolérance, regia di Pierre-Henry Salfati (1989)
- Cortesie per gli ospiti (The Comfort of Strangers), regia di Paul Schrader (1990)
- Inside Monkey Zetterland, regia di Jefery Levy (1992)
- Dellamorte Dellamore, regia di Michele Soavi (1994)
- Strelyayushchiye angely, regia di Vladimir Shteryanov (1994)
- Remembrance of Things Fast: True Stories Visual Lies, regia di John Maybury (1994)
- Prêt-à-Porter, regia di Robert Altman (1994)
- La pazzia di Re Giorgio (The Madness of King George), regia di Nicholas Hytner (1994)
- Dunston - Licenza di ridere (Dunston Checks In), regia di Ken Kwapis (1996)
- Il matrimonio del mio migliore amico (My Best Friend's Wedding), regia di P. J. Hogan (1997)
- B. Monkey - Una donna da salvare (B. Monkey), regia di Michael Radford (1998)
- Shakespeare in Love, regia di John Madden (1998) - non accreditato
- Un marito ideale (An Ideal Husband), regia di Oliver Parker (1999)
- Sogno di una notte di mezza estate (A Midsummer Night's Dream), regia di Michael Hoffman (1999)
- L'Ispettore Gadget (Inspector Gadget), regia di David Kellogg (1999)
- Sai che c'è di nuovo? (The Next Best Thing), regia di John Schlesinger (2000)
- South Kensington, regia di Carlo Vanzina (2001)
- L'importanza di chiamarsi Ernest (The Importance of Being Earnest), regia di Oliver Parker (2002)
- Insieme per caso (Unconditional Love), regia di P. J. Hogan (2002)
- Uccidere il re (To Kill a King), regia di Mike Barker (2003)
- Stage Beauty, regia di Richard Eyre (2004)
- People, regia di Fabien Onteniente (2004)
- Codice Homer - A Different Loyalty (A Different Loyalty), regia di Marek Kanievska (2004)
- Un giorno per sbaglio (Separate Lies), regia di Julian Fellowes (2005)
- Il Placido Don (Quiet Flows the Don), regia di Sergej Fëdorovič Bondarčuk (2006)
- Stardust, regia di Matthew Vaughn (2007)
- St. Trinian's, regia di Oliver Parker e Barnaby Thompson (2007)
- St.Trinian's 2 - La leggenda del tesoro segreto (St Trinian's 2 - The Legend of Fritton's Gold), regia di Oliver Parker e Barnaby Thompson (2009)
- Wild Target, regia di Jonathan Lynn (2010)
- Hysteria, regia di Tanya Wexler (2011)
- Una notte con la regina (A Royal Night Out), regia di Julian Jarrold (2015)
- Miss Peregrine - La casa dei ragazzi speciali (Miss Peregrine's Home for Peculiar Children), regia di Tim Burton (2016)
- Altamira, regia di Hugh Hudson (2016)
- The Happy Prince - L'ultimo ritratto di Oscar Wilde (The Happy Prince), regia di Rupert Everett (2018)
- Warning, regia di Agata Alexander (2021)
- She Will, regia di Charlotte Colbert (2021)
- My Policeman, regia di Michael Grandage (2022)
- Napoleon, regia di Ridley Scott (2023)

#### Televisione
- Strangers – serie TV, episodio 5x04 (1982)
- Play for Today – serie TV, episodio 13x01 (1982)
- L'ora di Agatha Christie (The Agatha Christie Hour) – serie TV, episodio 1x10 (1982)
- La principessa Daisy (Princess Daisy), regia di Waris Hussein – miniserie TV (1983)
- Padiglioni lontani (The Far Pavilions), regia di Peter Duffell – miniserie TV (1984)
- La spada di Merlino (Arthur the King), regia di Clive Donner – film TV (1985)
- Mr. Ambassador, regia di Victor Levin – film TV (2003)
- Les liaisons dangereuses, regia di Josée Dayan – miniserie TV (2003)
- Sherlock Holmes ed il caso della calza di seta (Sherlock Holmes and the Case of the Silk Stocking), regia di Simon Cellan Jones – film TV (2004)
- Boston Legal – serie TV, episodi 2x01 - 2x02 (2005)
- Tikhiy Don – serie TV (2006)
- Black Mirror – serie TV, episodio 1x02 (2011)
- L'altra moglie (The Other Wife), regia di Giles Foster – miniserie TV (2012)
- Parade's End, regia di Susanna White – miniserie TV (2012)
- The Musketeers – serie TV, 6 episodi (2016)
- Il nome della rosa (The Name of the Rose), regia di Giacomo Battiato – serie TV (2019)
- Adult Material – serie TV, 4 episodi (2020)
- The Serpent Queen – serie TV, 4 episodi (2022-2024)
- Funny Woman - Una reginetta in TV (Funny Woman) – serie TV, 6 episodi (2023)
- Everybody Loves Diamonds – serie TV, 6 episodi (2023)
- Emily in Paris – serie TV, episodio 4x10 (2024)

#### Cortometraggi
- A Shocking Accident, regia di James Scott (1982)
- Dead on Time, regia di Lyndall Hobbs (1983)

### Doppiatore
- La famiglia della giungla (The Wild Thornberrys Movie), regia di Cathy Malkasian e Jeff McGrath (2002)
- Shrek 2, regia di Andrew Adamson, Kelly Asbury e Conrad Vernon (2004)
- Le cronache di Narnia - Il leone, la strega e l'armadio (The Chronicles of Narnia: The Lion, the Witch and the Wardrobe), regia di Andrew Adamson (2005)
- Shrek terzo (Shrek the Third), regia di Chris Miller e Raman Hui (2007)
- Justin e i cavalieri valorosi (Justin and the Knights of Valour), regia di Manuel Sicilia (2013)

### Regista e sceneggiatore
- The Happy Prince - L'ultimo ritratto di Oscar Wilde (The Happy Prince) (2018)

## Teatro
- A Waste of Time, di Robert David MacDonald, regia di Philp Prowse. Citizens' Theatre di Glasgow (1980)
- Don Giovanni, di Molière, regia di Philip Prowse. Citizens' Theatre di Glasgow (1980)
- Another Country, di Julian Mitchell, regia di Stuart Burge. Greenwhich Theatre e Queen's Theatre di Londra (1981-1982)
- Mass Appeal, di Bill C. Davis, regia di Geraldine Fitzgerald. Lyric Hammersmith di Londra (1982)
- Heartbreak House, di George Bernard Shaw, regia di Paul Elkins. Citizens' Theatre di Glasgow (1985)
- Il vortice, di Noël Coward, regia di Philip Prowse e Jon Pope. Citizens' Theatre di Glasgow (1988) e Garrick Theatre di Londra (1989)
- Il ritratto di Dorian Gray, da Oscar Wilde, regia di Philip Prowse. Citizens' Theatre di Glasgow (1994)
- Vite in privato, di Noël Coward, regia di Philip Prowse. Citizens' Theatre di Glasgow (1994)
- Il treno del latte non ferma più qui, di Tennessee Williams, regia di Philip Prowse. Citizens' Theatre di Glasgow (1994)
- Some Sunny Days, di Martin Sherman, regia di Roger Michell. Hampstead Theatre di Londra (1996)
- Il treno del latte non ferma più qui, di Tennessee Williams, regia di Philip Prowse. Lyric Hammersmith di Londra (1997)
- Spirito allegro, di Noël Coward, regia di Michael Blakemore. Shubert Theatre di Broadway (2009)
- Pigmalione, di George Bernard Shaw, regia di Philip Prowse. Minerva Theatre di Chichester (2010) e Garrick Theatre di Londra (2011)
- The Judas Kiss, di David Hare, regia di Neil Armfield. Hamstead Theatre di Londra, tour britannico ed irlandese (2012)
- The Judas Kiss, di David Hare, regia di Neil Armfield. Duke of York's Theatre di Londra (2013)
- Amadeus, di Peter Shaffer, regia di Jonathan Church. Minerva Theatre di Chichester (2014)
- The Judas Kiss, di David Hare, regia di Neil Armfield. Brooklyn Academy of Music di New York ed Ed Mirvish Theatre di Toronto (2016)
- Zio Vanja, di Anton Čechov, diretto da Rupert Everett. Theatre Royal Bath di Bath (2019)
- Chi ha paura di Virginia Woolf?, di Edward Albee, regia di Joe Mantello. Booth Theatre di Broadway (2020)

## Doppiatori italiani
Nelle versioni in italiano delle opere in cui ha recitato, Rupert Everett è stato doppiato da:
- Roberto Pedicini in Dellamorte Dellamore, La pazzia di Re Giorgio, Un marito ideale, L'importanza di chiamarsi Ernest, Stage Beauty, Codice Homer - A Different Loyalty, Sherlock Holmes ed il caso della calza di seta, Un giorno per sbaglio, St. Trinian's, The Musketeers
- Francesco Prando in Cortesie per gli ospiti, Prêt-à-Porter, Stardust, Parade's End, The Happy Prince - L'ultimo ritratto di Oscar Wilde, The Serpent Queen
- Angelo Maggi in Shakespeare in Love, Sogno di una notte di mezza estate, Sai che c'è di nuovo?, Hysteria
- Massimo Rossi in Ballando con uno sconosciuto, Boston Legal, Una notte con la regina, Funny Woman - Una reginetta in TV
- Luca Ward in Insieme per caso, Uccidere il re, Le relazioni pericolose, Black Mirror
- Tonino Accolla in Gli occhiali d'oro, Dunston - Licenza di ridere
- Stefano De Sando in Cronaca di una morte annunciata, Everybody loves diamonds
- Mattia Sbragia in Another Country - La scelta
- Antonio Sanna in Il matrimonio del mio migliore amico
- Stefano Benassi in B. Monkey - Una donna da salvare
- Danilo De Girolamo in Inspector Gadget
- Alberto Bognanni in Chi ti credi di essere?
- Giuliano Bonetto in Wild Target
- Franco Mannella in Miss Peregrine - La casa dei ragazzi speciali
- Massimo Lodolo ne Il nome della rosa
- Dario Oppido in My Policeman
- Gianni Giuliano in Napoleon
- Pietro Ubaldi in Emily in Paris

Nel film South Kensington recita in italiano.
Da doppiatore è sostituito da:
- Francesco Prando in Shrek 2, Le cronache di Narnia - Il leone, la strega e l'armadio, Shrek Terzo
- Massimo Lodolo in La famiglia della giungla
- Simone D'Andrea in Justin e i cavalieri valorosi

## Pubblicazioni
- Everett Rupert, Bucce di Banana, Milano, Sperling & Kupfer, 2007.
- Everett Rupert, Anni Svaniti, Sperling & Kupfer, 2013
- Everett Rupert, To the End of the World: Travels with Oscar Wilde, Abacus, 2020.